# 135
| 135                |
| ------------------ |
| Dødsfald - Fødsler |
|                    |

| Gregoriansk kalender | 135 CXXXV               |
| Ab urbe condita      | 888                     |
| Armensk kalender     | I/T                     |
| Kinesiske kalender   | 2831 – 2832 甲戌 – 乙亥 |
| Etiopisk kalender    | 127 – 128               |
| Jødisk kalender      | 3895 – 3896             |
| Hindukalendere       |                         |
| - Vikram Samvat      | 190 – 191               |
| - Shaka Samvat       | 57 – 58                 |
| - Kali Yuga          | 3236 – 3237             |
| Iransk kalender      | 487 BP – 486 BP         |
| Islamisk kalender    | 502 BH – 501 BH         |

Se også 135 (tal)

## Dødsfald
- Epiktet, en græsk stoisk filosof.